# Bangar, Brunei
Bangar är en distriktshuvudort i Brunei. Den ligger i distriktet Temburong, i den nordöstra delen av landet. Bangar ligger 12 meter över havet  och antalet invånare är 3 970.
Terrängen runt Bangar är platt norrut, men söderut är den kuperad.
I omgivningarna runt Bangar växer i huvudsak städsegrön lövskog. Tropiskt regnskogsklimat råder i trakten.